# Ecpetala indentata
Ecpetala indentata là một loài bướm đêm trong họ Geometridae.